# Камбия
Камбия (фр. Cambia, корс. Cambia) — коммуна во Франции, находится в регионе Корсика. Департамент коммуны — Верхняя Корсика. Входит в состав кантона Голо-Морозалья. Округ коммуны — Корте.
Код INSEE коммуны — 2B051.

## Население
Население коммуны на 2008 год составляло 74 человека.
| 1962 | 1968 | 1975 | 1982 | 1990 | 1999 | 2008 |
| ---- | ---- | ---- | ---- | ---- | ---- | ---- |
| 112  | 116  | 89   | 80   | 81   | 79   | 74   |

## Экономика
В 2007 году среди 49 человек в трудоспособном возрасте (15—64 лет) 30 были экономически активными, 19 — неактивными (показатель активности — 61,2 %, в 1999 году было 54,8 %). Из 30 активных работали 27 человек (20 мужчин и 7 женщин), безработных было 3 (2 мужчины и 1 женщина). Среди 19 неактивных 5 человек были учениками или студентами, 10 — пенсионерами, 4 были неактивными по другим причинам.